# Emil Fiedler
Emil Fiedler (24. června 1855 Horní Adršpach – 13. října 1909 Trutnov) byl rakouský politik německé národnosti z Čech, poslanec Českého zemského sněmu.

## Biografie
Narodil se 24. června 1855 v Horním Adršpachu. (Některé zdroje uvádějí 26. června.) Působil jako statkář. Byl držitelem dvora Hummelhof (Humlův dvůr) v Dolním Starém Městě u Trutnova. Byl zvolen městským radním v Trutnově.
V 80. letech se zapojil i do vysoké politiky. V doplňovacích volbách v září 1887 byl zvolen na Český zemský sněm, kde zastupoval kurii venkovských obcí, obvod Trutnov, Hostinné, Maršov, Žacléř. Uspěl i v řádných zemských volbách v roce 1889. Rezignace byla oznámena v září 1892. Patřil k německým liberálům (tzv. Ústavní straně, liberálně a centralisticky orientovaná, odmítající federalistické aspirace neněmeckých etnik).
Zemřel v říjnu 1909 ve věku 54 let. Příčinou úmrtí bylo akutní vápenatění cév.